# 檳城直轄殖民地
檳城直轄殖民地，其作為英國殖民地部直接控制下的直轄殖民地存在於1946年至1957年期間。1786年檳城被吉打蘇丹國割讓給英國，其在1826年至1946年期間為海峽殖民地的一部分。海峽殖民地解散後，其與新加坡一起併入馬來亞聯邦。
英國東印度公司於1786年獲得檳城並在此建立了貿易站。其由吉打蘇丹國割讓，吉打蘇丹國依此為籌碼來讓公司其免受暹羅和緬甸等鄰國的入侵。1867年，海峽殖民地成立，其轉變為直轄殖民地，英國從東印度公司接管了的檳城。第二次世界大戰期間，其於1942年至1945年被日本佔領。
戰後，海峽殖民地解散，檳城和馬六甲成為馬來亞聯邦下的直轄殖民地，而新加坡則成為獨立於馬來亞的獨立直轄殖民地。1955年，东姑阿都拉曼與英國談判，討論透過與馬來亞的聯合來結束英國對檳城的殖民統治。1957年8月31日，馬來亞從英國獨立，檳城成為聯邦的一個州，後來與英屬婆羅洲的其他領土合併後稱為馬來西亞。